# 베트남의 로마 가톨릭 교구 목록

Catholic dioceses in Vietnam

베트남의 로마 가톨릭 교구는 3개 관구에 3개 관구장좌 대교구와 24개 일반교구로 구성된다.

## 로마 가톨릭 교구 (Dioceses)

### 하노이 관구 (Province of Hanoi)
- 하노이 로마 가톨릭 대교구 (Archdiocese of Hanoi)
- 박닌 로마 가톨릭 교구 (Diocese of Bac Ninh)
- 부이츄 로마 가톨릭 교구 (Diocese of Bui Chu)
- 하이퐁 로마 가톨릭 교구 (Diocese of Hai Phong)
- 훙호아 로마 가톨릭 교구 (Diocese of Hung Hoa)
- 랑선 엣 까오방 로마 가톨릭 교구 (Diocese of Lang Son et Cao Bang)
- 팟디엠 로마 가톨릭 교구 (Diocese of Phát Diem)
- 타이 빈 로마 가톨릭 교구 (Diocese of Thai Binh)
- 타인호아 로마 가톨릭 교구 (Diocese of Thanh Hoa)
- 빈 로마 가톨릭 교구 (Diocese of Vinh)
- 하띤 로마 가톨릭 교구 (Diocese of Ha Tinh)

### 후에 관구 (Province of Hue)
- 후에 로마 가톨릭 대교구 (Archdiocese of Hue)
- 반메투 로마 가톨릭 교구 (Diocese of Ban Me Thuot)
- 다낭 로마 가톨릭 교구 (Diocese of Da Nang)
- 꼰둠 로마 가톨릭 교구 (Diocese of Kontum)
- 나짱 로마 가톨릭 교구 (Diocese of Nha Trang)
- 꾸이넌 로마 가톨릭 교구 (Diocese of Quy Nhon)

### 사이공 관구 (Province of Saigon)
- 호찌민 로마 가톨릭 대교구 (Archdiocese of Ho Chi Minh City)
- 라리아 로마 가톨릭 교구 (Diocese of Ba Ria)
- 껀토 로마 가톨릭 교구 (Diocese of Can Tho)
- 달랏 로마 가톨릭 교구 (Diocese of Da Lat)
- 롱쑤엔 로마 가톨릭 교구 (Diocese of Long Xuyen)
- 미토 로마 가톨릭 교구 (Diocese of My Tho)
- 판티엣 로마 가톨릭 교구 (Diocese of Phan Thiet)
- 푸총 로마 가톨릭 교구 (Diocese of Phu Cuong)
- 빈롱 로마 가톨릭 교구 (Diocese of Vinh Long)
- 쑤안락 로마 가톨릭 교구 (Diocese of Xuan Loc)